# هدى قطان
هدى قطان (2 أكتوبر 1983)، هي خبيرة تجميل، رائدة أعمال ويوتيوبر عراقية-أمريكية. وهي مؤسسة شركة مستحضرات التجميل هدى بيوتي.

## النشأة
ولدت هدى قطان في أوكلاهوما سيتي، الولايات المتحدة يوم 2 أكتوبر 1983، واحدة من 4 أبناء لوالدها إبراهيم وزوجته سوسو العراقيين. انتقلت العائلة بعدها إلى كوكفل، ومن ثم إلى بوسطن. ودخلت إلى جامعة ديربورن ميشيغان حيث تخصصت في التمويل.

## مشوارها
سنة 2006، انتقلت هدى قطان إلى دبي، منذ أن أصبح والدها مدرساً في الجامعة الأمريكية في الشارقة. بعد بضع سنوات، انتقلت هدى إلى لوس أنجلوس، حيث درست فن المكياج. من بين زبنائها عدة مشاهير مثل إيفا لانغوريا ونيكول ريتشي. ثم عادت هدى إلى دبي حيث أصبحت تعمل لدى شركة مستحضرات التجميل ريفلون كخبيرة تجميل. في أبريل 2010، وبناءاً على نصيحة أحد أخواتها، فتحت مدونة خاصة بالجمال باسم هدى بيوتي والتي تنشر فيها دورات تعليمية ونصائح حول التجميل والمكياج.
سنة 2013، وبعد نجاح مدونتها، افتتحت شركة خاصة بمستحضرات التجميل بنفس أسم المدونة Huda Beauty. تم إطلاق أول منتج لها، وهو سلسلة من الرموش الاصطناعية. وحققت نجاحاً كبيراً بهذا المنتوج، والتي تشتهر بها كيم كاردشيان.
بعد ذلك، بدأت شركة هدى، التي تتخد من دبي مركزا لها، في تقديم منتجات تجميل أخرى، بما في ذلك ألواح ظلال العيون، وأحمر الشفاه السائل، وبطانات الشفة، وألواح التظليل، وكريمات الأساس، والأظافر الزائفة.
حققت هدى شعبية في إنستغرام، حيث لديها أكثر من 25 مليون متابع منذ 2018. وصنفت في المرتبة الأولى في «قائمة إنستغرام للمؤثرين» لعام 2017، حيث كسبت 18000 دولار لكل مشاركة في المحتوى المدعوم. صنفت واحدة من «أقوى عشر مؤثرين في عالم الجمال» من قبل مجلة فوربس. صنفت هدى من ضمن أكثر 25 شخصية مؤثرة في الأنترنت من قبل مجلة تايم سنة 2017.
في عام 2018، بدأت هدى بالتمثيل مع عائلتها في مسلسها الواقعي Huda Boss الذي نشر على فيسبوك ووتش.

## الجوائز والتكريم
- ضمن قائمة "100 امرأة في 2023 على بي بي سي"[19]

## حياتها الشخصية
هدى عراقية-أمريكية مسلمة، وهي متزوجة، والتقت بزوجها لأول مرة عندما كانت في سن المراهقة، ولديهما ابنة. وتدير أعمالها أحد أخواتها في حين أخرى تدير صفحاتها في مواقع التواصل الاجتماعي.